# Leonid Krasnov
Leonid Krasnov (Russisch: Леонид Краснов; Leningrad, 24 januari 1988) is een Russisch baan- en wegwielrenner.

## Baanwielrennen

### Palmares
| Jaar | RK | EK | WK | Overig                        |
| ---- | -- | -- | -- | ----------------------------- |
| 2008 |    |    |    | WB Cali: Ploegenachtervolging |

## Wegwielrennen

### Overwinningen
2012
5e etappe Grote Prijs van Sotsji
3e etappe Ronde van China II
1e etappe Ronde van Hainan
2013
1e etappe deel A Ronde van Estland
Puntenklassement Ronde van Estland
2014
Grote Prijs van Moskou

## Ploegen
- 2009 –  Lokomotiv
- 2011 –  Itera-Katjoesja (vanaf 1-7)
- 2012 –  RusVelo
- 2013 –  RusVelo
- 2014 –  RusVelo
- 2017 –  Tusnad Cycling Team

Arguelyes · Chatoentsev · Firsanov · Jersjov · Jeskov · Kajkov · Klimov · I. Kovaljov · J. Kovaljov · Kozontsjoek · Krasnov · Markov · Manakov · Mironov · Ovetsjkin · Rovny · Savitski · Serov · Troesov · Valinin · Zoebov
Bojev · Firsanov · Klimov · Jersjov · Kotsjetkov · I. Kovaljov · J. Kovaljov · Krasnov · Majkin · Manakov · Mironov · Ovetsjkin · Pomosjnikov · Rybakov · Savitski · Serov · Solomennikov · Tatarinov · Zakarin
Balykin · Bojev · Firsanov · Jersjov · Klimov · Krasnov · Kritski · Lagoetin · Majkin · Ovetsjkin · Pomosjnikov · Pozdnjakov · Serov · Solomennikov · Tatarinov · Zakarin
Bartha · Crisafulli · Krasnov · László · Lezica · Novak · Ramos · Rosas · Sebestyén · Szabó · Tanovitchii · Velázquez